# Plurifenestraceae
Famille
Les Plurifenestraceae sont une famille d'algues de l'embranchement des Bacillariophyta (Diatomées), de la classe des Coscinodiscophyceae et de l’ordre des Stictodiscales.

## Étymologie
Le nom de la famille vient du genre type Plurifenestra, dérivé du latin pluri-, plusieurs, et -fenestr, fenêtre, « en référence aux nombreuses aréoles en forme de fenêtre sur le manteau de la valve. »

## Description
Le genre type, Plurifenestra, est décrit par Komura comme suit : 

« Valves circulaires, en forme de disque ; face valvaire lisse ou ondulée concentriquement, finement aréolée ; manteau séparé de la face valvulaire, très grossièrement aréolé ; stries disposées en secteurs rayonnants au moins près de la marge ; ocelles ou épines en forme de griffes au bord de la valve. »

Le genre Unguiella est décrit comme suit :
« Valves en forme de disque ; face valvaire fragile, circulaire, finement fasciculée, aréolée avec rota vela ; manteau peu profond, fortement silicifié avec des rangées bisériées de grandes aréoles, séparées en général de la face par une crête marginale ; épines en forme de griffe ou d'aile, deux à la marge avec des processus de liaison ; ceinture non visible. »
Note : le vocabulaire ci-dessus, spécifique aux diatomées, est explicité dans un glossaire des diatomées anglophone.

## Distribution
Cette famille est composée de diatomées marines fossiles découvertes dans des dépôts de l'étage Miocène dits « formations Nabuto » (Péninsule de Bōsō, Japon).

## Liste des genres
Selon AlgaeBase (1er août 2022) :
- Plurifenestra S.Komura, 1996 †
- Unguiella S.Komura, 1996 †

## Systématique
Le nom correct complet (avec auteur) de ce taxon est Plurifenestraceae S.Kormura, 1996.

## Publication originale
- Komura, S. (1996). Some new diatoms from the Miocene Nabuto Formation, central Japan. Diatom 12:  43-67, 91 figs., 4 text-figs.